# 324
324 је била преступна година.

## Догађаји
- 1. јануар – Флавије Јулије Крисп Цезар, син цара Константина и његов очекивани наследник, и Флавије Клаудије Константин почињу своје једногодишње мандате као нови римски конзули.
- Јун – Најранија позната употреба грчке речи монахос за монаха је у петицији коју је у Египту поднео човек по имену Аурелије Исидор, човек из града Каранис у Египту.
- 3. јул – Битка код Хадријанопоља: Цар Константин Велики побеђује свог ривала Лицинија код Адријанопоља, приморавајући га да се повуче у Византију. Константин тада упада у Тракију са визиготским снагама и врши препад на село.
- Јул – Битка код Хелеспонта: Флавије Јулије Крисп, именовани наследник свог оца Константина, уништава Лицинијеву поморску флоту у Дарданелима, дозвољавајући Константину да пређе Босфор у азијске провинције. Византија је опкољена и Лициније окупља другу војну силу, под својим новоузвишеним ко-царем Мартинијаном у Лампсаку (данашњи Лапсеки).
- 18. септембар — Константин Велики је нанео одлучан пораз Лицинију у бици код Хризопоља, што је био увод у Константинову самосталну владавину Римским царством и укидање тетрархије.
- 8. новембар – Цар Константин проглашава свог сина Флавија Јулија Констанција за чин цезара, одређујући Флавија за свог наследника. Флавије ће ступити на престо као Константин Други 337. године.
- 9. новембар – Посвећење Латеранске базилике у Риму.
- 19. децембар – Лициније абдицира са положаја цара. Константин Велики га је помиловао као резултат молбе његове жене Констанције (која је Константинова полусестра) и протеран у Солун као приватни грађанин.
- Википедија:Непознат датум — Римски цар Константин заузима престоницу Византијског царства, Византион, и почиње радове на обнови града као престонице Источног царства, који ће инаугурисати као Константинопољ 330. године.
- Википедија:Непознат датум —Константин реорганизује римску војску у мање јединице класификоване у три разреда: палатини, (царске војске за пратњу); цомитатенсес, (снаге базиране у пограничним провинцијама) и лимитанеи (помоћне граничне трупе).[5]

- Википедија:Непознат датум — јул – Битка код Хелеспонта

### Децембар
- Википедија:Непознат датум — Битка код Хадријанопоља (324)